# 硫酸コバルト(II)
硫酸コバルト(II)（英: cobalt(II) sulfate） はコバルトの硫酸塩で、化学式CoSO4で表される無機化合物。

## 性質
無水物及び一、七水和物が知られている。無水物は赤い単結晶で、水・エタノール・メタノールに溶ける。七水和物は赤礬とも呼ばれる。

## 用途
他のコバルト塩と同様、ガラスや陶磁器の彩色用顔料となる他、電池や電気めっき、不可視インク原料としての用途もある。ミネラル補給目的で、飼料に添加される。かつては泡の安定を目的としてビールに添加されたり、貧血の治療薬としても用いられた。

## 健康への影響
マウスを使った実験で、吸入による毒性と発癌性が確認されている。サルモネラ菌を使った実験では変異原性が確認されている。カナダのケベック州のビール会社では、硫酸コバルト中毒により16名の死者を出している。不燃性であるが加熱により分解し、硫黄酸化物を含む有害ガスを生じる。

## 自然発生
まれに、天然の硝酸塩結晶水和化合物から発見される。